# Jacques Gordon
Jacques Gordon (* 23. Februarjul. / 7. März 1899greg. in Odessa, Russisches Kaiserreich; † 15. Mai 1948 in Hartford/Connecticut) war ein US-amerikanischer Geiger, Dirigent und Musikpädagoge russischer Herkunft.

## Leben
Gordon begann seine Violinausbildung im Alter von fünf Jahren und trat bereits neunjährig als musikalisches Wunderkind auf. 1912 erhielt er einen Abschluss am Kaiserlichen Konservatorium in Odessa. Er debütierte 1911 als Geiger in Berlin und unternahm 1913 eine Europatournee. Im gleichen Jahr wurde er von Zar Nikolaus II. mit einer Goldmedaille ausgezeichnet.
Nach einer Konzertreise durch die USA und Kanada 1914–15 studierte er am Institute of Musical Art Geige bei Fritz Kneisel und Musiktheorie bei Percy Goetschius. Auf Anregung von Elizabeth Sprague Coolidge wurde er 1918 Mitglied des Berkshire String Quartet, dem er bis 1920 angehörte. 1921 gründete er in Chicago das Gordon String Quartet. Im gleichen Jahr wurde er Konzertmeister des Chicago Symphony Orchestra unter Leitung von Frederick Stock. Daneben leitete er das Violindepartment am American Conservatory von Chicago.
1930 zog Gordon nach Falls Village und gründete dort die Gordon Musical Association, die unter dem Namen Music Mountain eine Sommerschule für Musikstudenten und insbesondere Kammermusiker anbot. Seine Stellung beim Chicago Symphony Orchestra gab er daher auf. Ab 1928 war er Gastdozent an der Julius Hartt School of Music in Hartford. In den 1930er Jahren war er Dirigent des Hartford Symphony Orchestra und Gastdirigent des New Haven Orchestra. Für seine Verdienste um die Kammermusik wurde er 1938 mit der Elizabeth Sprague Coolidge Medal ausgezeichnet.
Im Studienjahr 1941–42 wurde Gordon als Vertreter von Gustave Tinlot Lehrer an der Eastman School of Music. 1942 berief ihn Howard Hanson zum Leiter des Violindepartments der Schule. 1947 erlitt er während eines Konzerts mit dem Rochester Philharmonic Orchestra einen Schlaganfall. 1948 erlag er einem zweiten Schlaganfall, den er während einer privaten Musiksession mit Albert Spalding und Fritz Kreisler in Great Barrington erlitten hatte.